# Odalys Cala
Odalys Cala Díaz (Pinar del Río, 8 febbraio 1962) è un'ex cestista cubana.

## Carriera
Con Cuba ha disputato due edizioni dei Campionati mondiali (1983, 1990).